# جووانی کدا
جووانی کُدا (ایتالیایی: Giovanni Coda؛ زادهٔ ۱۹ ژانویهٔ ۱۹۶۴) کارگردان فیلم و عکاس اهل ایتالیا است.
از فیلم‌هایی که وی در آن‌ها نقش داشته‌است، می‌توان به رز عریان اشاره نمود.